# Las Meninas
Las Meninas (spanska för Hovdamerna, eller känd som Kung Filip IV och hans familj) är en målning av den spanske konstnären Diego Velázquez (1599–1660). Las Meninas utfördes 1656, och målningen räknas både som Velázquez huvudverk, och som en av de konstnärliga höjdpunkterna i den europeiska barocken. Den är också av många ansedd som en av de mest fulländade och komplexa figurkompositionerna i den västerländska konsten.
Målningens titel kommer från en katalogisering gjord vid Museo del Prado 1843. "Meninas" var ett portugisiskt ord för de kungliga barnens tjänsteflickor på 1600-talet. I en inventarielista från slottet Alcázar 1666 blev Las Meninas omskriven som La Señora Emperatriz con sus damas y una enana, och 1734 var den känd som La familia del Señor Rey Phelipe Quarto.

## Vad föreställer målningen?
Vad målningen är menad att föreställa har varit föremål för olika tolkningar och teorier genom åren. På ytan beskriver Las Meninas en vardaglig scen från Alcázar, den spanska kungafamiljens tidigare residens i Madrid. Målningen visar upp en löst uppställd grupp människor i en stor sal med bilder på väggarna. I målningens centrala förgrund står en upplyst, ljushårig liten flicka omgiven av olika karaktärer. Den lilla flickan är fem år gamla Margarita Teresa, näst yngsta dotter till kung Filip IV och hans andra hustru, drottning Mariana. Persongalleriet visar olika tjänare från kungens hov, till vänster i bilden finns konstnären själv, stående framför ett stort staffli betraktaren endast ser baksidan av. Konstnären är i gång med arbetet på en stor målning. Möjligen är det ett porträtt av Margarita, kungens ögonsten och Velázquez favoritmodell, och prinsessan tar en paus från poseringen för att bli omskött av tjänarna medan Velázquez fortsätter arbetet. Möjligen är det ett dubbelporträtt av kungen och drottningen, vilkas bild vi kan skymta i spegeln på väggen i bakgrunden. Velázquez tittar utåt förbi målningen mot den plats där betraktaren står. Kungaparet verkar vara placerade utanför målningen vid en liknande position som betraktaren vilket gör att betraktaren kan betraktas som målningens huvudperson. En annan teori gör gällande att det är den frånvända målningen som återspeglar sig i spegeln.

### Vilka är personerna på bilden?

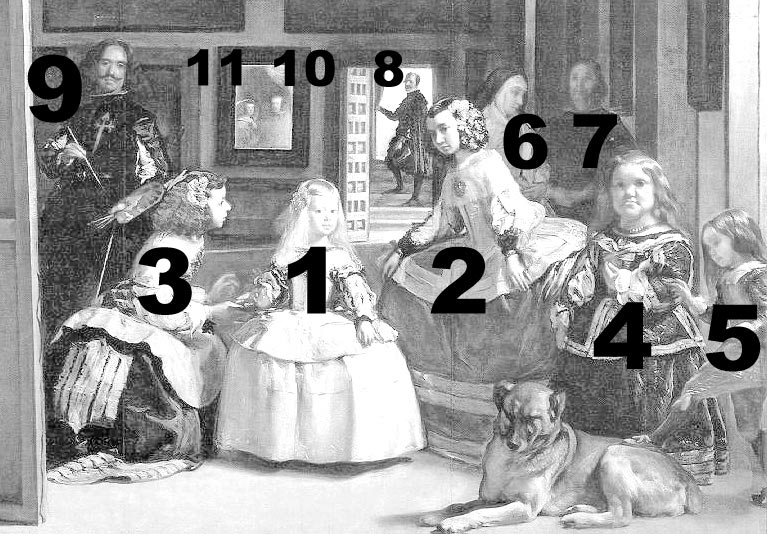
Vilka är personerna?: se text

Las Meninas utspelar sig i Velázquez's ateljé i Filip IV:s Alcázarslott i Madrid. I centrum i förgrunden står Infanta Margarita (1). Den femåriga prinsessan, som senare gifte sig med Leopold I, var vid denna tidpunkt Filips och Marianas enda barn. Hon omges av två hovdamer, eller meninas: doña Isabel de Velasco (2), som gör en nigning för prinsessan, och doña María Agustina Sarmiento de Sotomayor (3), som knäböjer inför Margarita och erbjuder henne något att dricka från en röd kopp, som hon håller på ett gyllene fat. Till höger om Margarita är det två hovdvärgar: den akondroplastiska tyska Mariabarbola (4) (Maria Barbola), och italienska Nicolas Pertusato (5), som lekfullt försöker väcka upp en sovande mastiff med sin fot. Bakom dem står doña Marcela de Ulloa (6), prinsessans förkläde, och talar med en oidentifierad livvakt (7).

## Bakgrund

### Filip IV:s hov
Under 1600-talets Spanien hade målare sällan någon högre social status. Målning räknades som hantverk, inte som konst såsom poesi eller musik. Trots detta arbetade sig Velázquez upp inom Filip IV:s hov, och i februari 1651 utnämndes han till kammarherre (aposentador mayor del palacio). Ställningen gav honom status och materiell välfärd, men hans plikter upptog mycket av hans tid. Under sina sista åtta levnadsår målade han endast ett fåtal verk och mestadels då porträtt av den kungliga familjen. När han målade Las Meninas, hade han varit i kungens tjänst i 33 år.

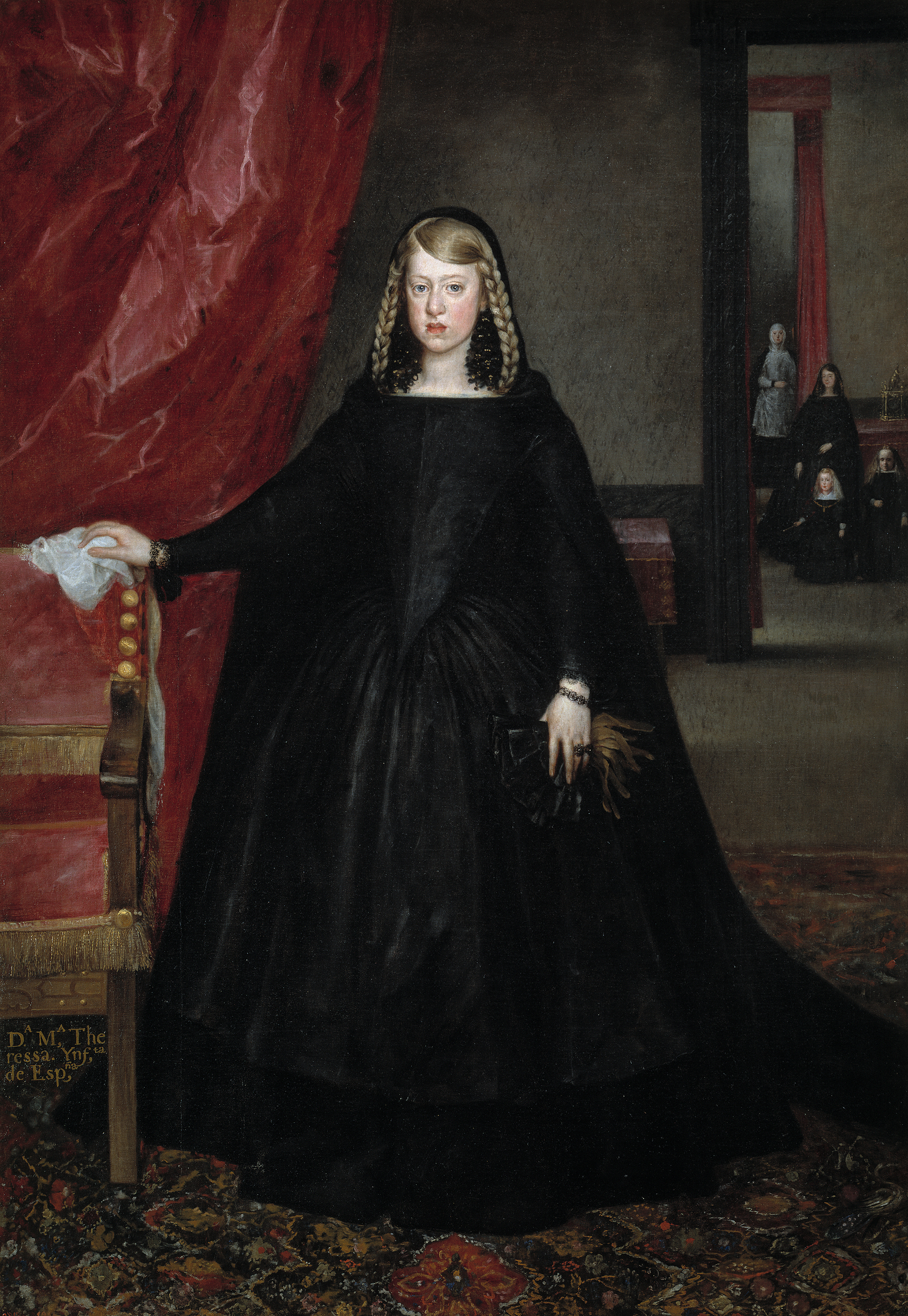
Infanta Margarita i sorgklänning, målad 1666, av Juan del Mazo. Bland figurerna i bakgrunden finns hennes yngre bror Karl II och dvärgen Maribarbola, som också finns med på Las Meninas. Margarita lämnade Spanien för giftermål i Wien samma år.

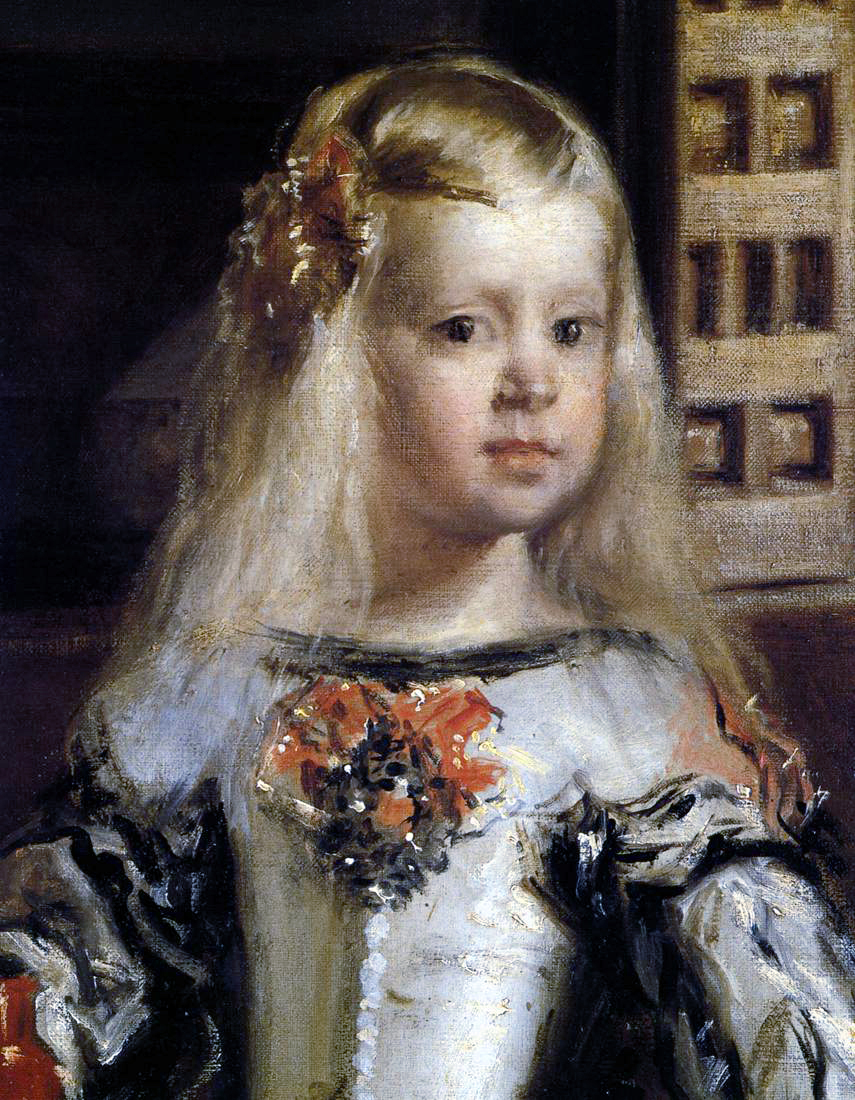
Detalj som visar Filip IV:s dotter, Infanta Margarita. Hennes vänstra kind ommålades efter att ha skadats i en brand 1734.

Philip IV:s första fru, Elisabet av Frankrike, dog 1644 och deras ende son, Baltasar Carlos, dog två år senare. I brist på en arvinge, gifte Filip om sig med Maria Anna av Österrike 1649, och Margarita var deras första barn, och deras enda vid den tid då Las Meninas målades. Senare fick hon en bror som dog vid unga år, Felipe Prospero (1657–1661), och därefter Karl (1661–1700), som övertog tronen som Karl II vid fyra års ålder. Velázquez målade porträtt av Maria Anna och hennes barn, och trots att Filip själv vägrade att låta sig porträtteras då han blev äldre lät han Velázquez inkludera honom i Las Meninas. Under tidigt 1650-tal gav kungen Velázquez Pieza Principal att använda som ateljé. Det är här som Las Meninas utspelar sig. Filip hade en egen stol i ateljén där han ofta satt och betraktade Velázquez då han arbetade. 
Under 1640- och 1650-talen fungerade Velázquez både som hovmålare och kurator för Filip IV:s expanderande samling av europeisk konst. Han verkar ha fått en ovanligt stor frihet i denna roll. Han övervakade dekorering och interiörer i de salar som innehöll de mest värdefulla målningarna, och han möblerade med speglar, statyer och tapeter. Han var därutöver ansvarig för placeringen och inventeringen av den spanske kungens målningar. Under det tidiga 1650-talet var Velázquez högt respekterad i Spanien för sitt konstkunnande. Stora delar av samlingarna i dagens Pradomuseum – däribland verk av Tizian, Rafael och Rubens – anskaffades och införlivades i samlingarna under Velázquez kuratorskap.

### Proveniens och målningens kondition
I den tidigaste inventeringen benämndes målningen som La Familia ("Familjen"). En detaljerad beskrivning av målningen, som också identifierar ett antal av de porträtterade, publicerades av Antonio Palomino 1724.
Målningen har beskurits både på vänster och höger sida. Den skadades i branden som förstörde Alcázar 1734, och restaurerades av målaren Juan García de Miranda (1677–1749). Vänstra kinden på Infanta är nästan helt ommålad för att kompensera en kraftig förlust av pigment. Efter branden inventerades målningen som en del av den kungliga samlingen 1747–1748, och Margarita misstogs för att vara María Teresa, Margaritas halvsyster, ett misstag som återupprepades när målningen inventerades 1772. Vid en inventering 1794 återfick målningen sitt tidigare namn, Filip IV och hans familj, vilket återupprepades i inventeringslistorna 1814. Målningen infogades i Museo del Prado 1819 där Prados katalog för första gången nämnde målningen vid dess nuvarande namn, Las Meninas.
Under senare år har målningen förlorat i struktur och färg. Detta beroende på att den påverkats av luftföroreningar och mängden av besökare i museet; den en gång så starka kontrasten mellan blå och vit färg i målningens kostymer har bleknat. Målningen rengjordes senast 1984 under överinseende av den amerikanske konservatorn John Brealey, på grund av den gulaktiga yta av smuts som ansamlats på den sedan den tidigare rengöringen på 1800-talet. På grund av sin storlek, sin konstnärliga vikt och sitt värde lånas tavlan aldrig ut till andra utställningar.